# Цианид калия
Циани́д ка́лия (циа́нистый ка́лий, химическая формула — KCN) — неорганическая калиевая соль синильной кислоты.
При стандартных условиях цианид калия — это бесцветные кристаллы, по фактуре и размерам напоминающие сахарный песок. Сильнодействующий яд.

## История
Цианистый калий впервые выделил шведский аптекарь Карл Вильгельм Шееле в 1762 году из жёлтой кровяной соли K4[Fe(CN)6].

## Физические свойства
В больших концентрациях чрезвычайно токсичен, как и все цианиды. Хорошо растворим в воде (41,7 % по массе при 25 °C, 55 % при 100 °C). Плохо растворим в этаноле, не растворяется в углеводородах.
Циановодород, выделяющийся при гидролизе цианида калия, для некоторых людей имеет запах горького миндаля, для некоторых остается без запаха. Предполагается, что это различие обусловлено генетически.

## Химические свойства
Так как синильная кислота, соответствующая цианид-иону, очень слабая, то она легко вытесняется из солей более сильными кислотами. Так, например, на воздухе цианид калия со временем превращается в нетоксичный карбонат калия (поташ) в результате реакции с углекислым газом и водой:
1) Формально в этом процессе принимает участие нестабильная слабая угольная кислота, которая вытесняет из соли синильную кислоту:
{\displaystyle {\mathsf {2KCN+CO_{2}+H_{2}O\rightarrow K_{2}CO_{3}+2HCN\uparrow }}}
2) Взаимодействие с водой (гидролиз):
{\displaystyle {\mathsf {KCN+H_{2}O\rightleftarrows HCN+KOH}}}
3) Взаимодействие с кислородом приводит к образованию цианата калия: 9
{\displaystyle {\mathsf {2KCN+O_{2}\rightarrow 2KNCO}}}

## Получение
1) Взаимодействие синильной кислоты с концентрированным гидроксидом калия (лабораторный способ):
{\displaystyle {\mathsf {HCN+KOH\rightarrow KCN+H_{2}O}}}
2) Взаимодействие амида калия с коксующимся углём при температуре 510—600 градусов:
{\displaystyle {\mathsf {KNH_{2}+C\rightarrow KCN+H_{2}\uparrow }}}
3) Взаимодействие хлороформа, аммиака и гидроксида калия:
{\displaystyle {\mathsf {CHCl_{3}+NH_{3}+4KOH\rightarrow KCN+3KCl+4H_{2}O}}}
4) Разложение гексацианоферрата(II) калия (Е536) под воздействием температуры выше 650 градусов:
{\displaystyle {\mathsf {3K_{4}[Fe(CN)_{6}]\rightarrow Fe_{3}C+5C+3N_{2}+12KCN}}}

## Применение
Применяется в процессе добычи золота и серебра из руд (цианирование):
{\displaystyle {\mathsf {4Au+8KCN+O_{2}+2H_{2}O\rightarrow 4K[Au(CN)_{2}]+4KOH}}}
а также в гальванотехнике цинка, кадмия, меди, серебра и золота, в том числе для ювелирного дела.
В фотографии использовался в качестве фиксажа при мокро-коллодионном процессе.

## Токсичность
Смертельно ядовит. Часто используется в суицидальных целях и убийствах. В настоящее время отравление цианидами встречается редко, в основном в связи с неумеренным употреблением в пищу плодов и семян некоторых растений (горького миндаля, абрикосов, персиков, вишен, слив и др.), образующих при попадании в желудок синильную кислоту, либо настоек из косточек этих растений.
Токсическое действие всех цианидов заключается в блокировании ферментов, обеспечивающих тканевое дыхание.
При попадании через пищеварительный тракт смертельная доза для человека — 1,7 мг/кг	 (в 50 % случаев). Цианиды являются ингибиторами цитохромоксидазы, их употребление приводит к тканевой гипоксии. В качестве антидотов могут использоваться сахара (в основном глюкоза), тиосульфат натрия, метгемоглобинообразователи.

### Скорость действия
При попадании внутрь 100-200 мг пострадавший ощущает во рту вкус и запах горького миндаля, а также металлический привкус, чувство першения в горле, ощущение окоченения и потери чувствительности нёба и языка, затруднение и расстройство речи. Уже через несколько минут возникает сильная головная боль и головокружение, гул в голове и в ушах, появляется  боль в области сердца, учащённое сердцебиение и одышка, усиливающиеся удушье, чувство стеснения в груди, покраснение кожи лица и соединительной оболочки глаз, слюнотечение, тошнота, рвота, резкая мышечная слабость, переходящая в клонические и тонические судороги с отделением мочи и дефекацией, страх смерти. Вскоре наступает потеря сознания и смерть пострадавшего от остановки дыхания и сердца. Смерть наступает через 3-5 минут после короткой агонии. При больших дозах или поступлении яда натощак потеря сознания и смерть пострадавшего наступает практически мгновенно (отравленные мгновенно падают замертво) или через несколько секунд после мучительного удушья, судорог, которые часто сопровождаются пронзительными криками (иногда до хрипоты) и чрезвычайно сильным расширением зрачков. Цвет кожи отравленных — от красного до фиолетового.